# 小行星3571
小行星3571（英語：3571 Milanstefanik）是一颗围绕太阳公转的小行星。1982年3月15日，安東寧·姆爾科斯在克列特发现了此天体。
这颗小行星的绝对星等为20.87805583977966等。